# Parma Associazione Calcio 2001-2002
Questa voce raccoglie le informazioni riguardanti il Parma Associazione Calcio nelle competizioni ufficiali della stagione 2001-2002.

## Stagione
Nella stagione 2001-2002 il simultaneo passaggio di Buffon e Thuram alla Juventus determinò un impoverimento del roster, fatto cui s'aggiunse la scelta di Toldo e Rui Costa — entrambi apparsi destinati a svestire il colore viola in favore della casacca parmense — di sposare la causa meneghina. A protezione dei pali giunse quindi Frey, con l'ivoriano Djetou e il nipponico Nakata nuovi punti di riferimento del pacchetto arretrato e della mediana.
Mancato l'accesso al tabellone principale di Champions League contro il Lille, la squadra risultò parzialmente avulsa dal novero delle «sette sorelle» in ragione del recente biennio: l'incerto passo mantenuto in avvio del campionato minò la stabilità della panchina, con Ulivieri dimessosi prima della trasferta di Utrecht valevole per la Coppa UEFA.
L'incarico fu assunto pro tempore dal vice Carmignani, con la società a ripiegare in seguito sul nome di Passarella dopo che un'offerta presentata dal Milan fece saltare l'accordo per il ritorno di Ancelotti. Agli ordini dell'argentino i ducali palesarono una netta involuzione, scenario tradottosi nel richiamo di Carmignani: in piena lotta per scampare alla retrocessione, gli emiliani trassero giovamento dall'apporto realizzativo del loro bomber Marco Di Vaio.
La vittoria in Coppa Italia riscattò un'annata altrimenti fallimentare, con la salvezza raggiunta solamente nelle battute finali del torneo: salutato frattanto il capitano Fabio Cannavaro, ormai prossimo al trasferimento, nella doppia finale i ragazzi di Carmignani s'imposero a danno della Juventus grazie alla regola che attribuiva maggior valore alle reti segnate in trasferta (a Torino vinsero 2-1 i bianconeri, a Parma 1-0 i gialloblu). Tale successo qualificò il club ducale all'edizione 2002-03 della Coppa UEFA.

## Divise e sponsor
| Casa | Trasferta | Terza divisa |

## Rosa
| N. |                        | Ruolo | Calciatore        |
| -- | ---------------------- | ----- | ----------------- |
| 1  | Francia (bandiera)     | P     | Sébastien Frey    |
| 30 | Brasile (bandiera)     | P     | Cláudio Taffarel  |
| 83 | Italia (bandiera)      | P     | Alfonso De Lucia  |
|    | Italia (bandiera)      | P     | Gabriele Giaroli  |
| 3  | Italia (bandiera)      | D     | Antonio Benarrivo |
| 17 | Italia (bandiera)      | D     | Fabio Cannavaro   |
| 7  | Italia (bandiera)      | D     | Luigi Sartor      |
| 74 | Francia (bandiera)     | D     | Martin Djetou     |
| 21 | Italia (bandiera)      | D     | Matteo Ferrari    |
| 6  | Argentina (bandiera)   | D     | Néstor Sensini    |
| 2  | Italia (bandiera)      | D     | Gianluca Falsini  |
| 5  | Italia (bandiera)      | D     | Stefano Torrisi   |
| 15 | Bielorussia (bandiera) | D     | Sergei Gurenko    |
| 24 | Italia (bandiera)      | D     | Amedeo Mangone    |
| 16 | Brasile (bandiera)     | D     | Junior            |
| 23 | Italia (bandiera)      | D     | Aimo Diana        |
| 8  | Francia (bandiera)     | C     | Sabri Lamouchi    |
| 14 | Francia (bandiera)     | C     | Alain Boghossian  |

| N. |                                | Ruolo | Calciatore         |
| -- | ------------------------------ | ----- | ------------------ |
| 10 | Giappone (bandiera)            | C     | Hidetoshi Nakata   |
| 32 | Italia (bandiera)              | C     | Marco Marchionni   |
| 25 | Argentina (bandiera)           | C     | Matías Almeyda     |
| 18 | Francia (bandiera)             | C     | Johan Micoud       |
| 29 | Colombia (bandiera)            | C     | Jorge Bolaño       |
| 4  | Ghana (bandiera)               | C     | Stephen Appiah     |
| 26 | Italia (bandiera)              | C     | Jonathan Bachini   |
| 19 | Italia (bandiera)              | C     | Gaetano Grieco     |
| 2  | Italia (bandiera)              | C     | Massimiliano Iezzi |
| 13 | Italia (bandiera)              | C     | Giampiero Maini    |
| 24 | Italia (bandiera)              | C     | Manuel Saccani     |
| 20 | Italia (bandiera)              | A     | Marco Di Vaio      |
| 22 | Italia (bandiera)              | A     | Emiliano Bonazzoli |
| 11 | Turchia (bandiera)             | A     | Hakan Şükür        |
| 9  | Serbia e Montenegro (bandiera) | A     | Savo Milošević     |
| 70 | Camerun (bandiera)             | A     | Patrick Mboma      |
| 27 | Togo (bandiera)                | A     | Mohamed Kader      |

## Risultati

### Serie A

#### Girone di andata
| Arbitro: | Trentalange (Torino) |

|              |           |             |
| Chevantón 2’ | Marcatori | 72’ Di Vaio |

| Arbitro: | De Santis (Tivoli) |

|                             |           |                           |
| Milošević 27’ Bonazzoli 85’ | Marcatori | 10’ Materazzi 29’ Ventola |

| Arbitro: | Tombolini (Ancona) |

|          |           |  |
| Cruz 59’ | Marcatori |  |

| Arbitro: | Trentalange (Torino) |

|            |           |  |
| Nakata 87’ | Marcatori |  |

| Roma 30 settembre 2001, ore 15:00 5ª giornata | Lazio           | 0 – 0 referto | Parma | Stadio Olimpico\| Arbitro: \| Braschi (Prato) \| |
| Arbitro:                                      | Braschi (Prato) |               |       |                                                  |

| Arbitro: | Saccani (Mantova) |

|                |           |  |
| Ferrante 45+1’ | Marcatori |  |

| Arbitro: | Rosetti (Torino) |

|                        |           |                 |
| Di Vaio 40’ Appiah 79’ | Marcatori | 50’, 73’ Hubner |

| Arbitro: | Braschi (Prato) |

|             |           |  |
| Corradi 24’ | Marcatori |  |

| Arbitro: | Saccani (Mantova) |

|                           |           |                    |
| Di Vaio 56’ Bonazzoli 88’ | Marcatori | 19’ Frick 44’ Mutu |

| Arbitro: | Bolognino (Milano) |

|                    |           |            |
| Di Vaio 19’, 90+2’ | Marcatori | 69’ Vryzas |

| Arbitro: | Paparesta (Bari) |

|                                   |           |              |
| Trezeguet 9’, 90+1’ Del Piero 75’ | Marcatori | 23’ Lamouchi |

| Arbitro: | Borriello (Mantova) |

|  |           |                |
|  | Marcatori | 30’ F. Inzaghi |

| Arbitro: | Dondarini (Finale Emilia) |

|                                     |           |                |
| Muzzi 25’ (rig.), 39’ Jorgensen 54’ | Marcatori | 1’, 4’ Di Vaio |

| Arbitro: | Collina (Viareggio) |

|             |           |                               |
| Di Vaio 31’ | Marcatori | 49’ Marcos Assunção 77’ Fuser |

| Arbitro: | Cesari (Genova) |

|                                                    |           |            |
| Berretta 23’ L. Sala 49’ C. Doni 57’ Comandini 64’ | Marcatori | 66’ Micoud |

| Arbitro: | Trentalange (Torino) |

|                           |           |  |
| Bonazzoli 71’ Di Vaio 82’ | Marcatori |  |

| Arbitro: | De Santis (Tivoli) |

|                                       |           |                                       |
| Bettarini 14’ Maniero 45’ (rig.), 88’ | Marcatori | 18’, 23’, 90+2’ Di Vaio 37’ Bonazzoli |

#### Girone di ritorno
| Arbitro: | Nucini (Bergamo) |

|            |           |              |
| Djetou 56’ | Marcatori | 88’ Vugrinec |

| Arbitro: | Rosetti (Torino) |

|                                |           |  |
| Sensini 2’ (aut.) C. Vieri 84’ | Marcatori |  |

| Arbitro: | Borriello (Parma) |

|                                 |           |             |
| Nervo 6’ (aut.) Hakan Şükür 16’ | Marcatori | 52’ Pecchia |

| Arbitro: | Paparesta (Bari) |

|          |           |                                             |
| Toni 68’ | Marcatori | 5’ Micoud 7’ Hakan Şükür 19’, 90+1’ Di Vaio |

| Arbitro: | Farina (Novi Ligure) |

|             |           |  |
| Di Vaio 67’ | Marcatori |  |

| Arbitro: | De Santis (Tivoli) |

|  |           |             |
|  | Marcatori | 88’ Comotto |

| Arbitro: | Collina (Viareggio) |

|                          |           |                                       |
| Hübner 80’, 90+1’ (rig.) | Marcatori | 30’ Di Vaio 42’ Micoud 73’ Boghossian |

| Parma 13 marzo 2002, ore 18:00 25ª giornata | Parma            | 0 – 0 referto | Chievo | Stadio Ennio Tardini\| Arbitro: \| Bertini (Arezzo) \| |
| Arbitro:                                    | Bertini (Arezzo) |               |        |                                                        |

| Arbitro: | Gabriele (Frosinone) |

|                 |           |  |
| Mutu 83’ (rig.) | Marcatori |  |

| Arbitro: | Trefoloni (Siena) |

|                       |           |               |
| Vryzas 9’ Bazzani 29’ | Marcatori | 66’ Bonazzoli |

| Arbitro: | Bertini (Arezzo) |

|              |           |  |
| Lamouchi 88’ | Marcatori |  |

| Arbitro: | Farina (Novi Ligure) |

|                                 |           |             |
| F. Inzaghi 53’, 90+3’ Pirlo 78’ | Marcatori | 14’ Di Vaio |

| Arbitro: | Trentalange (Torino) |

|                           |           |  |
| Diana 24’ Hakan Şükür 76’ | Marcatori |  |

| Arbitro: | Paparesta (Bari) |

|                                      |           |              |
| Delvecchio 7’ Cassano 41’ Samuel 46’ | Marcatori | 43’ Lamouchi |

| Arbitro: | Braschi (Prato) |

|              |           |                      |
| Micoud 90+2’ | Marcatori | 39’ (rig.) Comandini |

| Arbitro: | Messina (Bergamo) |

|            |           |                  |
| Adriano 4’ | Marcatori | 82’, 90’ Di Vaio |

| Arbitro: | Bertini (Arezzo) |

|                        |           |            |
| Di Vaio 44’ Micoud 80’ | Marcatori | 7’ Maniero |

### Coppa Italia
| Arbitro: | Paparesta (Bari) |

|  |           |                        |
|  | Marcatori | 11’ Di Vaio 28’ Micoud |

| Arbitro: | Rizzoli (Bologna) |

|                      |           |                            |
| Milosevic 54’ (rig.) | Marcatori | 13’ Godeas 90+1’ Iannnuzzi |

| Arbitro: | Racalbuto (Gallarate) |

|                |           |                |
| Di Michele 73’ | Marcatori | 38’ Marchionni |

| Parma 9 gennaio 2002 Quarti di finale - Ritorno | Parma             | 0 – 0 referto | Udinese | Stadio Ennio Tardini\| Arbitro: \| Cassarà (Palermo) \| |
| Arbitro:                                        | Cassarà (Palermo) |               |         |                                                         |

| Arbitro: | Cesari (Genova) |

|                           |           |  |
| Marchionni 55’ Nakata 62’ | Marcatori |  |

| Arbitro: | Saccani (Mantova) |

|                               |           |               |
| Giunti 68’ (rig.) Salgado 71’ | Marcatori | Bonazzoli 49’ |

| Arbitro: | Collina (Viareggio) |

|                                  |           |              |
| N.Amoruso 5’ (rig.) Zalayeta 57’ | Marcatori | 90+1’ Nakata |

| Arbitro: | Paparesta (Bari) |

|           |           |  |
| Júnior 5’ | Marcatori |  |

### UEFA Champions League
| Arbitro: | Marin |

|  |           |                      |
|  | Marcatori | 47’ Bassir 80’ Ecker |

| Arbitro: | Poll |

|  |           |             |
|  | Marcatori | 28’ Sensini |

### Coppa UEFA
| Arbitro: | Freeland |

|                      |           |  |
| Milosevic 21’ (rig.) | Marcatori |  |

| Arbitro: | Mikulski |

|  |           |                              |
|  | Marcatori | 79’ Marchionni 90’ Bonazzoli |

| Arbitro: | Corpodean |

|               |           |                                |
| 76’ Jochemsen | Marcatori | Di Vaio 22’, 69’ Bonazzoli 55’ |

| Parma 1º novembre 2001 Secondo turno - Ritorno | Parma     | 0 – 0 referto | Utrecht | Stadio Ennio Tardini\| Arbitro: \| Fleischer \| |
| Arbitro:                                       | Fleischer |               |         |                                                 |

| Arbitro: | Plautz |

|             |           |                   |
| Lamouchi 1’ | Marcatori | 90’ (rig.) Nordin |

| Arbitro: | Micheľ |

|  |           |                                   |
|  | Marcatori | 44’ Mboma 58’ Nakata 82’ Lamouchi |

| Tel Aviv 21 febbraio 2002 Ottavi di finale - Andata | Hapoel Tel Aviv | 0 – 0 referto | Parma | Bloomfield Stadium\| Arbitro: \| Pedersen \| |
| Arbitro:                                            | Pedersen        |               |       |                                              |

| Arbitro: | Granat |

|               |           |                       |
| Bonazzoli 85’ | Marcatori | 31’ Osterc 54’ Pisont |

## Statistiche
Statistiche aggiornate al 10 maggio 2002.

### Statistiche di squadra
| Competizione     | Punti | In casa | In casa | In casa | In casa | In casa | In casa | In trasferta | In trasferta | In trasferta | In trasferta | In trasferta | In trasferta | Totale | Totale | Totale | Totale | Totale | Totale | DR |
| Competizione     | Punti | G       | V       | N       | P       | Gf      | Gs      | G            | V            | N            | P            | Gf           | Gs           | G      | V      | N      | P      | Gf     | Gs     | DR |
| ---------------- | ----- | ------- | ------- | ------- | ------- | ------- | ------- | ------------ | ------------ | ------------ | ------------ | ------------ | ------------ | ------ | ------ | ------ | ------ | ------ | ------ | -- |
| Serie A          | 44    | 17      | 8       | 6       | 3       | 22      | 15      | 17           | 4            | 2            | 11           | 21           | 32           | 34     | 12     | 8      | 14     | 43     | 47     | −4 |
| Coppa Italia     | -     | 4       | 2       | 1       | 1       | 4       | 2       | 4            | 1            | 1            | 2            | 5            | 5            | 8      | 3      | 2      | 3      | 9      | 7      | 2  |
| Champions League | -     | 1       | 0       | 0       | 1       | 0       | 2       | 1            | 1            | 0            | 0            | 1            | 0            | 2      | 1      | 0      | 1      | 1      | 2      | −1 |
| Coppa UEFA       | -     | 4       | 2       | 1       | 1       | 6       | 4       | 4            | 2            | 2            | 0            | 5            | 0            | 8      | 4      | 3      | 1      | 11     | 4      | 7  |
| Totale           | -     | 26      | 12      | 8       | 6       | 32      | 24      | 26           | 8            | 5            | 13           | 32           | 37           | 52     | 20     | 13     | 19     | 64     | 60     | 4  |